# Alfred Bel
Alfred Bel est un orientaliste arabisant français, né à Salins-les-Bains (Jura) le 14 mai 1873, mort à Meknès (Maroc) le 18 février 1945, directeur de la Médersa de Tlemcen de 1905 à 1935.

## Biographie
Issu d'un milieu modeste, Alfred Marie Octave Bel fait ses études secondaires à Besançon et prend un poste de répétiteur au collège d'Auxerre à 17 ans, avant de s'embarquer un an plus tard pour l'Afrique du Nord où l'avancement est plus rapide. Répétiteur à Blida, il arrive au Lycée d'Oran et y enseigne durant cinq ans avant de se faire remarquer par le linguiste René Basset doyen de l'École supérieure des lettres d’Alger, qui le fait nommer au Lycée d'Alger. En 1899, sorti diplômé d’arabe de l'École des lettres d’Alger, il est nommé professeur de lettres à la Médersa de Tlemcen, alors sous la direction de William Marçais, où il remplace Edmond Doutté. Il passe en 1901 un diplôme d’études supérieures d’histoire et de géographie à l'École d'Alger, puis est nommé directeur de la Médersa de Tlemcen au départ de Marçais en 1905. Il occupera ce poste durant près de trente ans, à l'exception d'une période de deux ans et demi entre mars 1914 et septembre 1916 où, appelé par le Général Lyautey pour réformer l'enseignement des Musulmans dans la région de Fès et de Meknès, il est suppléé par Georges Marçais. Il profite de son séjour marocain pour dresser le catalogue des manuscrits de la médersa Quaraouiyine. 
À Tlemcen, Dans la lignée de René Basset et d'Edmound Doutté, il se consacre à une vaste entreprise d'inventaire historique et ethnographique et s'intéresse notamment à l'artisanat traditionnel, recevant l'ethnologue et folkloriste Arnold Van Gennep en 1911 et 1912. Avec sa deuxième femme Marguerite Sabot, inspectrice de l'enseignement indigène, artistique, professionnel et industriel en Algérie, il s'engage pour la sauvegarde de l'artisanat traditionnel et mène des actions de promotion du tourisme culturel, en fondant le Syndicat d'initiative de Tlemcen et en éditant la première brochure touristique de la région, le guide illustré de « Tlemcen et ses environs », qui connaîtra plusieurs rééditions entre 1908 et 1936. Conservateur du musée de Tlemcen fondé par William Marçais, il en enrichit la collection de nombreux documents épigraphiques, numismatiques et archéologiques. Il participe aussi à la célébration du centenaire de la conquête de l'Algérie et codirige l'ouvrage Histoire et Historiens de l’Algérie. 
Mis en retraite en 1935, il fonde l'année suivante la Société des Amis du Vieux Tlemcen afin d'accueillir le Deuxième congrès de la Fédération des sociétés savantes de l'Afrique du Nord, où il défend le projet d'une vaste enquête sur les industries traditionnelles des indigènes. Le nouveau directeur de la Médersa, Philippe Marçais, étant mobilisé durant la Seconde Guerre mondiale, il en fut nommé directeur par intérim en 1939-1940. Auteur d'une œuvre multiforme qui, selon William Marçais, « ferait honneur à deux vies de savants » et où « les éditions et traditions de chroniques, les études d'archéologie maghrébine alternent avec les monographies de métiers et les descriptions du monde qui l'entoure et tout d'abord du petit monde de Tlemcen, cette vieille société citadine, courtoise et pieusement attachée à ses traditions, qui a presque adopté comme l'un des siens Alfred Bel », il s'orienta dans la seconde partie de sa vie vers des études d'histoire religieuse. Auteur d'une dizaine d'ouvrages scientifiques ou de vulgarisation, il laissa à sa mort deux volumes à l'état de préparation de ce qui devait constituer son œuvre majeure, La religion musulmane en Berbérie, en ayant fait paraître le premier tome en 1938.

## Œuvres
- Les Benou Ghanya et leur lutte contre l'Empire almohade, Paris, Leroux, 1903.
- Tlemcen et ses environs, guide illustré du touriste, Oran, Fouque, 1908.
- Histoire des Beni 'Abd-el-Wâd, rois de Tlemcen, par Abou Zakariya Yahia Ibn Khaldoun, texte et traduction, 2 vol., Alger, Fontana frères, 1913.
- Avec Prosper Ricard, Le travail de la laine à Tlemcen, Alger, Jourdan, 1913.
- Un atelier de poterie et faïences au Xe siècle de J.-C. découvert à Tlemcen, Constantine, Braham, 1914.
- Le Maroc pittoresque : Fès, Meknès et Régions, Paris, 1917.
- Les industries de la céramique à Fès, Alger et Paris, Carbonel et Leroux, 1918, prix Charles Blanc de l’Académie française en 1919.
- Catalogue des livres arabes de la bibliothèque de la mosquée d'El Qarawiyin, Fès, Imprimerie municipale, 1918.
- Avec Mohammed Bencheneb, Takmilat es-sila d'Ibn El 'Abbar, texte arabe, Alger, Fontana, 1920.
- Zahrat el-as (la fleur du myrte), fondation de la ville de Fès, par Abou I-Hasan 'Ali Djaznaï, texte et traduction, Alger, Carbonel, 1923.
- La religion musulmane en Berbérie, t. I, « Établissement et développement de l'Islam en Berbérie du VIIe au XXe siècle », Paris, Librairie orientaliste Paul Geuthner, 1938.

## Décorations
- Commandeur de l'ordre du Ouissam alaouite (1934).